# Рише, Жан-Франсуа
Жан-Франсуа Рише (фр. Jean-François Richet; род. 2 июля 1966, Париж, Франция) — французский кинорежиссёр, сценарист, продюсер и монтажёр. Лауреат премии «Сезар» 2009 года за режиссуру дилогии «Враг государства №1» и «Враг государства №1: Легенда».

## Биография
Жан-Франсуа Рише вырос в Мо, вблизи Парижа. Несколько лет он работал на заводе.
В кино Ж.-Ф. Рише пришёл, вдохновлённый фильмами советских режиссёров, таких, как Дзига Вертов и Сергей Эйзенштейн. Дебютная режиссёрская работа Рише, фильм «Состояние мест» 1995 года, была номинирована на награды ряда кинофестивалей и на премию «Сезар» за лучший дебютный фильм.
В 1997 году Жан-Франсуа Рише срежиссировал фильм «Крэк 6-Т» о жизни уличных банд в пригороде Парижа.
Создав три фильма во Франции, Жан-Франсуа Рише отправился в США, где Джон Карпентер дал ему разрешение снять ремейк на свой фильм «Нападение на 13-й участок (фильм, 1976)», выпущенный в 1976 году. Фильм Рише «Нападение на 13-й участок» вышел в 2005 году.
В 2008 году Жан-Франсуа Рише снял биографический фильм о Жаке Мерине, объявленном «врагом общества номер 1» во Франции 1970-х годов. Главную роль в диптихе («Враг государства № 1» и «Враг государства № 1: Легенда»), выпущенном в 2008 году, сыграл Венсан Кассель, который в 2009 году получил «Сезара» за лучшую мужскую роль, а Жан-Франсуа Рише был удостоен этой награды за лучшую режиссуру.
В 2015 году вышла комедия Жан-Франсуа Рише «Этот неудобный момент», ремейк одноимённого фильма 1977 года, поставленного Клодом Берри. Главные роли в фильме сыграли звёзды французского кино Венсан Кассель и Франсуа Клюзе и молодые актрисы Лола Ле Ланн и Алис Изас.
В 2018 году Рише вновь снял биографический фильм о человеке, имевшем криминальное прошлое — Эжене Франсуа Видоке, Видок: Охотник на призраков, в котором главную роль снова сыграл Венсан Кассель. Одну из ролей в фильме сыграла актриса Ольга Куриленко.

## Фильмография

### Режиссёр
- 1995 — Состояние мест / État des lieux
- 1997 — Крэк 6-Т / Ma 6-T va crack-er
- 2001 — Любовь / De l’amour
- 2005 — Нападение на 13-й участок / Assault on Precinct 13
- 2008 — Враг государства № 1 / L’instinct de mort
- 2008 — Враг государства № 1: Легенда / L’ennemi public n ° 1
- 2015 — Этот неловкий момент / Un moment d'égarement
- 2015 — Кровный отец / Blood Father
- 2016 — Дважды / Twice
- 2018 — Видок: Охотник на призраков / L'Empereur de Paris
- 2023 — Крушение / Plane
- 2026 — Мятеж / Mutiny

### Сценарист
- 1995 — Состояние мест / État des lieux
- 1997 — Крэк 6-Т / Ma 6-T va crack-er
- 2001 — Любовь / De l’amour
- 2008 — Враг государства № 1 / L’instinct de mort (адаптация)
- 2008 — Враг государства № 1: Легенда / L’ennemi public n ° 1 (адаптация)
- 2015 — Этот неловкий момент / Un moment d'égarement

### Продюсер
- 2014 — WTF! Какого черта? / N'importe qui

### Монтажёр
- 1995 — Состояние мест / État des lieux
- 1997 — Крэк 6-Т / Ma 6-T va crack-er
- 2001 — Любовь / De l’amour